# 邊緣椒雀鯛
邊緣椒雀鯛（學名：Plectroglyphidodon marginatus），為輻鰭魚綱鱸形目雀鯛科椒雀鯛屬的其中一種，分布於中太平洋東部的夏威夷群島，深度0至3公尺，本魚體呈卵圓形且側扁，棲息在水淺的岩岸湧浪區，屬雜食性，以藻類、小型無脊椎動物為食，生活習性不明。